# 平井連山
平井 連山（ひらい れんざん、寛政10年〈1798年〉 - 明治19年〈1886年〉）は、江戸時代後期から明治時代にかけて活躍した女性清楽（しんがく）家、浮世絵師。名は聯（れん）、字は玉環、号は月琴斎。画家の平井均卿（平井竹寿）の長女。妹は長原梅園。

## 来歴
天保4年（1833年）、妹とともに長崎で金琴江から清楽を学んだ医師の曾谷長春に師事し、月琴の名演奏家となった。江戸では芝中門前1丁目、霊岸島に住んでいた。安政元年（1855年）、妹の長原梅園とともに江戸から大坂に移住し、明治時代まで清楽の普及と発展に努めた。
画家としては天保から安政期に作画している。妹の梅園と合作した肉筆画が見られ、連山はその背景、外景のみを描いている。
清楽家としては、親子ほども年齢が離れた妹とともに、盛名をほしいままにした。山中吉郎兵衛編『青湾茗醼図誌』明治9年(1876)刊の「第十一席」は「明清楽　平井連山　長原梅園」である。

## 二世・平井連山
二代目の平井連山(1862年-1940年)は長原家から平井家に養子に入り、平井秀三(初めは教員、後に明清楽の師匠)を夫とした。明治19年に初代の平井連山が亡くなると、二代目として連山の名を継ぎ、晩年まで明清楽の演奏家として活躍した。明治23年4月24日に皇后(後の昭憲皇太后)が大阪府立大阪博物場に行啓し場内の錦繍堂で休憩された際には、平井連山の社中が能舞台で明清楽の演奏を行った。

## 著作
- 『声光詞譜』　清楽譜。いくつかの版本の奥付に「著者兼出板人　平井連山」とある。
- 『花月余興』　清楽譜。明治10年刊。奥付に「編輯人 平井れん」とある。

## 作品
- 「町娘戯猫図」 1幅 長原梅園と合作
- 「奥方観菊図」 1幅 長原梅園と合作